# Губарёво (Новгородская область)

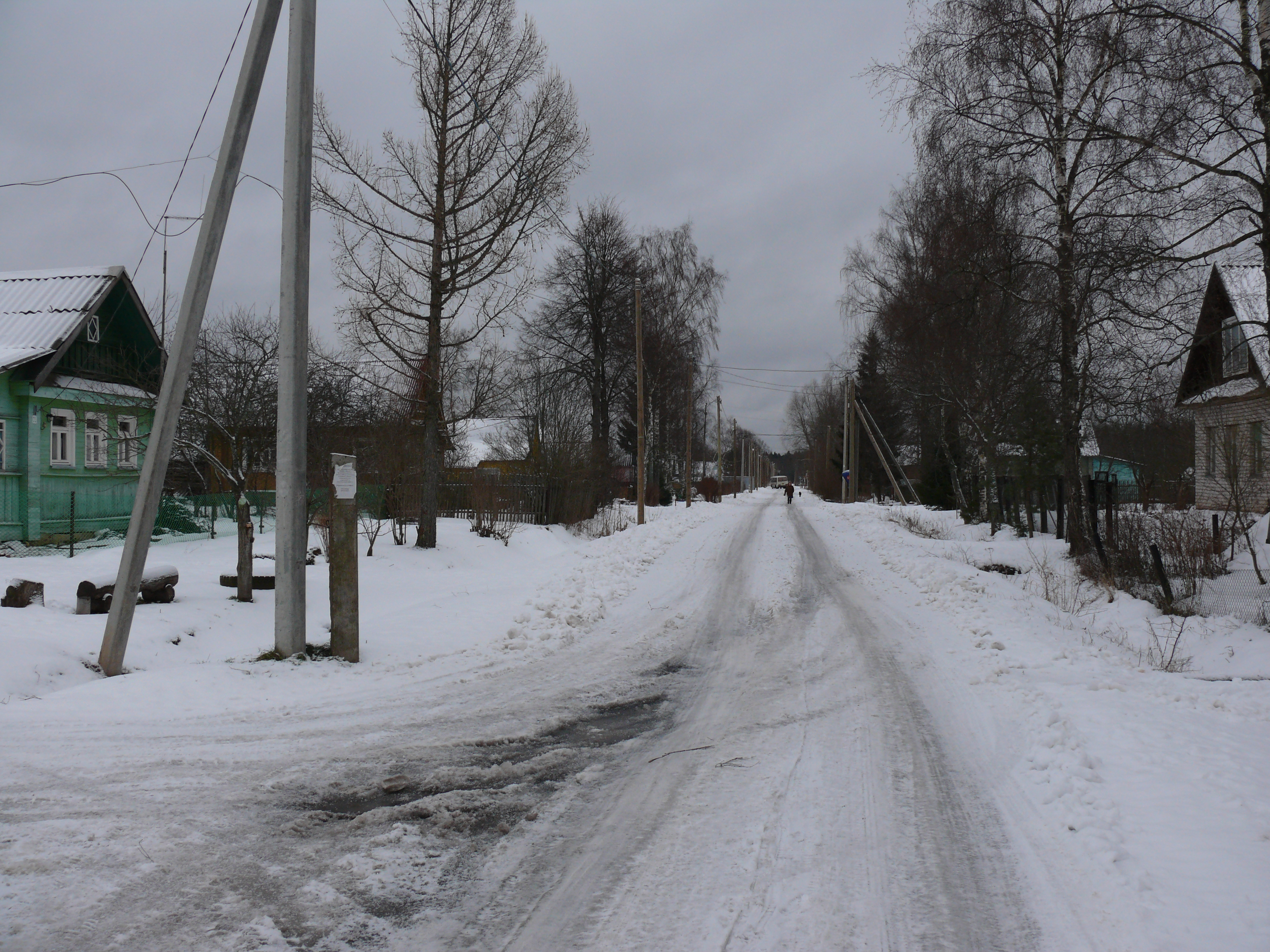
Главная улица деревни

Губарёво — деревня в Новгородском районе Новгородской области, входит в состав Савинского сельского поселения.
Расположена на левом берегу реки Вишера в 14 км от областного центра. Ближайший населённый пункт — деревня Савино (4 км).
Есть прямое автобусное сообщение (два раза в день) с Великим Новгородом — автобус №188.
Деревня не полностью газифицирована. Сейчас идет строительство газопровода низкого давления от деревни Савино.